# Loggia

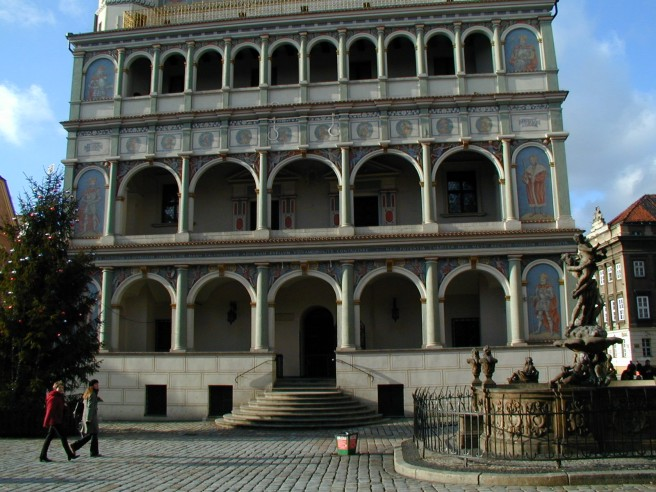
Loggia på rådhuset i Poznań (1550–1555).

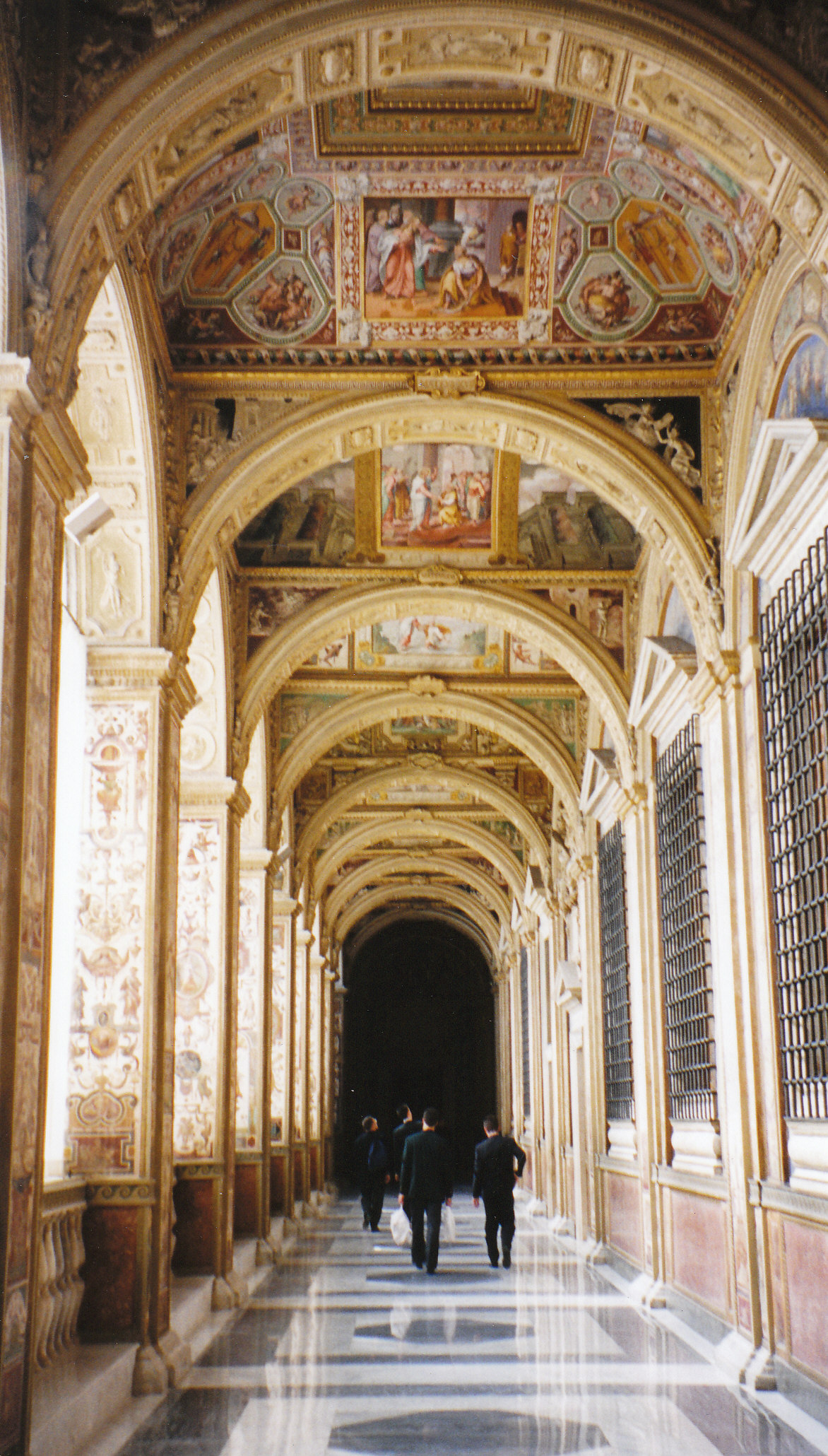
Rafaels loggia i Vatikanstaten.

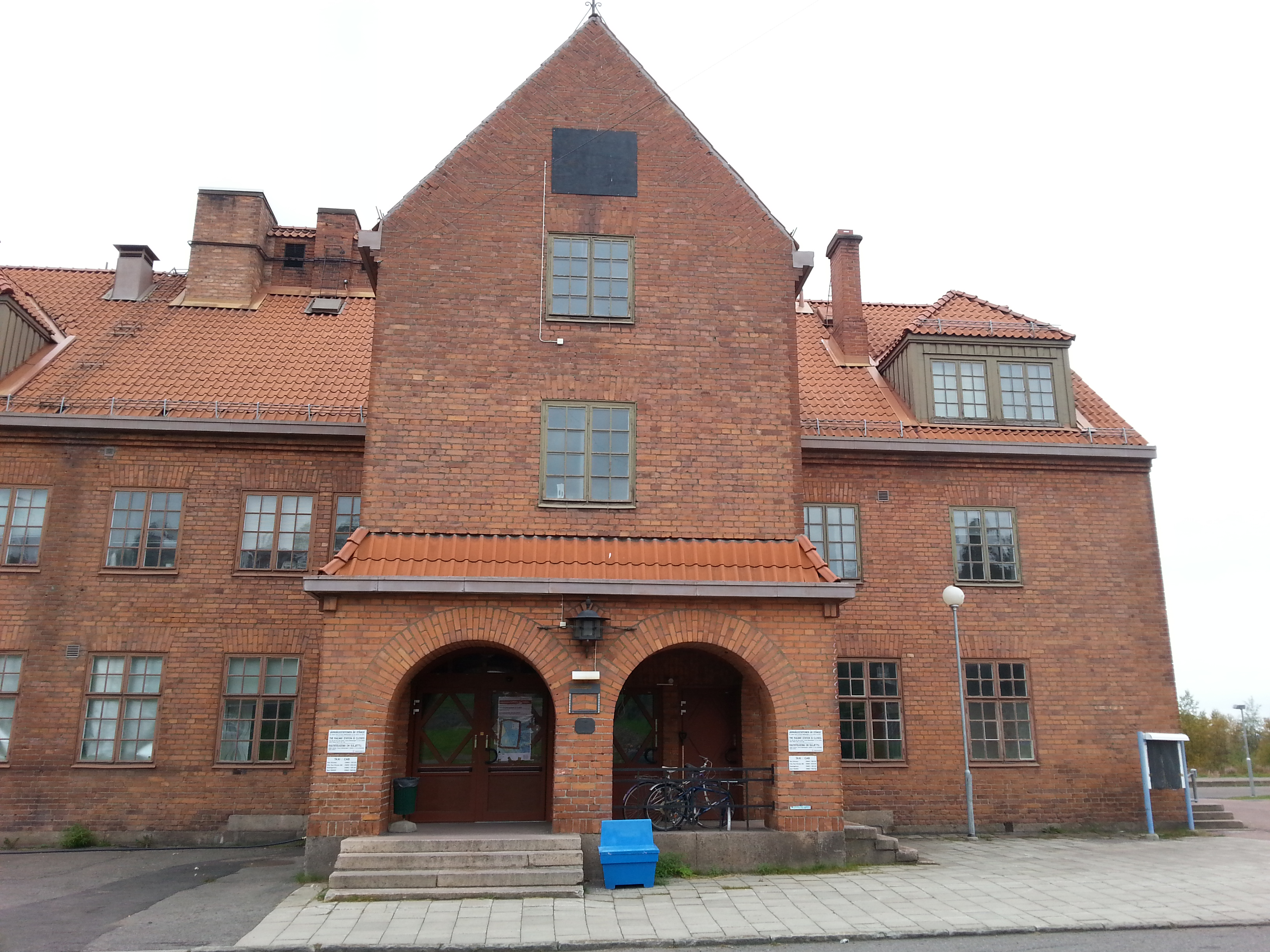
Kirunas gamla centralstation med dess loggialiknande entré från 1915 (rivet 2017).

En loggia (italienska) är en täckt pelargång eller pelarhall, som är öppen på minst en sida, ofta genom en kolonnad eller en arkad. Den förekommer oftast i en byggnads bottenvåning. Den kan även förekomma som en självständig byggnad. En känd loggia är den med fresker smyckade Rafaels loggia (cirka 1519) i Vatikanen.
En loggia kan även vara en täckt altan i en modernare betydelse.

## Historik
Loggia (från latin logia eller lobia, besläktat med tyskans laube, löfsal), en täckt, åt ena sidan öppen gång, vanligen som en svale eller
veranda anbragt utefter en annan byggnad, ibland uppförd självständigt. Monumentala loggier av det senare slaget byggdes inemot slutet av medeltiden här och där i de italienska städerna (Florens, Siena med flera) som samlingsrum vid högtidligare tillfällen, oftast mitt emot eller i närheten av palatsen. Det förra slaget förekommer allmänt i Italien, där dylika gångar stundom sträcker sig utefter hela gator (Bologna, Pisa med flera städer) för att tillgodose behovet av skugga och svalka. Den arkitektoniska utstyrseln är högst växlande, från den enklaste anordning med ett bjälktak, buret av grova stöd, till de sirligaste av pelare eller kolonner burna arkadräckor.
Vatikanens loggier kallas de täckta gångar, som i tre våningar över varandra omger västra, norra och östra sidan av Cortile di San Damaso, den yttre gården i sydvästra hörnet av Vatikanens byggnadskomplex i Rom. De utfördes efter planer av Bramante (död 1514) och tillhör från arkitektonisk synpunkt den begynnande högrenässansens förnämsta skapelser. Men sin största ryktbarhet har de vunnit genom den glänsande dekorationen i målning och stuck, som under ledning av Rafael och efter hans skisser utfördes i den gång i andra våningen på gårdens västra sida, som från påvens enskilda bostad leder till de så kallade stanzerna. Den rafaeliska loggians tak utgörs av 13 på varandra följande små kupoler, i vilka är framställda fyra och fyra, således tillsammans 52 bibliska scener, varav 48 ur Gamla och fyra ur Nya testamentet (den så kallade Rafaels bibel). Väggar, pilastrar och fönsterinfattningar är för övrigt prydda med ornamentala och figurmålningar, för vilkas anordning mönstren är hämtade från antika väggmålningar i de vid 1500-talets början upptäckta Titus-termerna (då underjordiska rum: grotte, varav namnet grotesker på detta dekorationssätt). Den av Rafaels medhjälpare, som hade den huvudsakliga förtjänsten om det rent dekorativa och ornamentala i målningarna, var Giovanni da Udine.